# Ceratozamia sabatoi
Ceratozamia sabatoi Vovides, Vázq.Torres, Schutzman & Iglesias, 1993 è una pianta appartenente alla famiglia delle Zamiaceae, diffusa negli stati di Hidalgo e Querétaro, in Messico.
Il suo epiteto specifico è in onore del botanico italiano Sergio Sabato.

## Descrizione
È una pianta con fusto in parte sotterraneo, lungo 25 cm, con un diametro di 17,5 cm e ricoperto da catafilli di colore bruno scuro.
Le foglie, da 2 a 6, pennate, lunghe 80 cm, sono disposte a corona all'apice del fusto e sono sorrette da un picciolo tomentoso alla base, lungo 25–50 cm e armato di piccole spine; sono composte da 12-136 foglioline lanceolate, lunghe 9–29 cm e larghe 0,7-2,4 cm, glabre, inserite sul rachide in modo opposto.
È una specie dioica, con coni maschili lunghi 6,5–23 cm, fusiformi, di colore bruno, e coni femminili cilindrici, verde-brunastri, lunghi 6–12 cm e larghi 3,4-5,6 cm. Sia i macrosporofilli che i microsporofilli sono disposti a spirale sui rispettivi coni, e presentano all'apice le caratteristiche protuberanze cornee tipiche del genere Ceratozamia.
I semi sono ovoidali, lunghi 13–19 mm, ricoperti da un tegumento di colore bianco, che diviene bruno a maturità. Sono piante diploidi con 8 coppie di cromosomi.

## Distribuzione e habitat
L'areale di questa specie comprende gli stati di Hidalgo e Querétaro, in Messico.
Cresce su suoli ricchi di humus, prevalentemente calcarei, nelle foreste di pini e querce.

## Conservazione
La IUCN Red List classifica C. sabatoi come specie in pericolo di estinzione (Endangered). È minacciata soprattutto dalla distruzione dell'habitat per convertire le foreste in terreni agricoli o pascoli.
La specie è inserita nell'Appendice I della Convention on International Trade of Endangered Species (CITES).